# Иисус из Монреаля
«Иису́с из Монреа́ля» (фр. Jésus de Montréal) — кинофильм квебекского режиссёра Дени́ Арка́на, вышедший на экраны в 1989 году. 6 канадских национальных кинопремий, приз жюри МКФ в Каннах, ещё 10 наград и 7 номинаций, включая номинацию на «Оскар». Газета «Нью-Йорк Таймс» назвала фильм «умным, дерзким и прекрасно снятым».

## Сюжет
Даниэ́ль Куло́мб (Лотер Блюто), молодой актёр из Монреаля, мечтает поставить «Страсти Христовы». Он добивается разрешения осуществить свою задумку в соборе и на участке под открытым небом, принадлежащим местной епархии. Куломб мобилизует на это благое дело четверых полубезработных актёров. Впятером они создают спектакль в форме хэппенинга, воскрешающего историю восхождения Иисуса на Голгофу.
Неприкрытая смелость трактовки первоисточника тут же вызывает нарекания со стороны местных служителей культа, ожидавших именно педантичного и иллюстративного воспроизведения Священного писания. К тому же исполнитель главной роли постепенно начинает действовать в жизни как Тот, кого он играет в пьесе, да и сама конфликтная ситуация всё больше и больше начинает напоминать известный библейский сюжет об Иуде и Христе…
После категорического отказа Куломба внести изменения в спектакль, епархия накладывает строжайший и немедленный запрет на его показы.
Во время спектакля Даниэлю прямо на кресте, сразу после распятия, полицейские предъявляют обвинение в нарушении общественного порядка. Стихийный бунт зрителей против произвола стражей порядка приводит к несчастному случаю: Даниэль оказывается раздавлен гигантской крестовиной, уже переставшей играть роль декорации.
После неудачной операции, закончившейся смертью Даниэля, его органы, годные к трансплантации в спешном порядке отправляют по различным лечебницам, чтобы успеть спасти жизни другим страждущим.

## В ролях
- Лотер Блюто — Даниэль Куломб
- Катрин Уилкенинг[фр.] — Мирей
- Жоанн-Мари Трамбле[фр.] — Констанция
- Реми Жирар[фр.] — Мартин
- Робер Лепаж — Рене
- Жиль Пеллeтье[фр.] — отец Раймон Леклерк
- Ив Жак[фр.] — Ричард Кардинал, менеджер по работе с артистами / адвокат
- Борис Бергман[фр.] — Иржи Стрелицкий
- Мари-Кристин Барро — мадам Фамез, известная актриса
- Жюдит Магр — знаменитая дама, известная актриса
- Клод Левейе[фр.] — профессор теологии
- Жан Маршан[фр.] — научный популяризатор
- Марсель Сабурен[фр.] — конспирологический зритель
- Поль Байяржон[фр.] — женщина в библиотеке
- Седрик Ноэль[фр.] — проданный актёр
- Полин Мартен[фр.] — обозреватель радио
- Вероник Ле Флагэ[фр.] — телеведущая
- Жан-Луи Миллетт[фр.] — муж ведущей и соведущий
- Моника Миллер[фр.] — агент
- Кристин Аталла[фр.] — оперная артистка
- Валери Ганье[фр.] — оперная певица, проходившая прослушивание в пивном пабе
- Гастон Лепаж[фр.] — гид / охранник
- Паскаль Роллен
- Марк Мессье[фр.] — Джон Ламберт
- Рой Дюпюи — Марсель Брошу, сотрудник полиции
- Клод Бланшар[фр.] — Франсуа Бастьен, сотрудник полиции
- Андре Лашапель[фр.] — психолог
- Дени Бушар[фр.] — парамедик
- Рон Лиа[фр.] — врач
- Том Рэк[англ.] — врач
- Изабель Трюшон — девушка Ричарда
- Барбара Арсено — первый близнец Померо (нет в титрах)
- Нэнси Арсено — второй близнец Померо (нет в титрах)
- Дени Аркан — судья (нет в титрах)

## Награды и номинации
- 1989 — приз жюри и приз экуменического жюри на Каннском кинофестивале.
- 1989 — приз международных критиков на кинофестивале в Торонто.
- 1989 — участие в конкурсной программе Чикагского кинофестиваля.
- 1990 — приз за лучшую режиссуру на кинофестивале в Сиэтле.
- 1990 — номинация на премию «Оскар» за лучший фильм на иностранном языке.
- 1990 — номинация на премию «Золотой глобус» за лучший фильм на иностранном языке.
- 1990 — 13 премий «Джини»: лучший фильм, лучшая режиссура (Дени Аркан), лучший оригинальный сценарий (Дени Аркан), лучшая мужская роль (Лотер Блюто), лучшая мужская роль второго плана (Реми Жирар), лучшая операторская работа (Ги Дюфо), лучшая музыка (Ив Лаферьер), лучшая работа художника-постановщика (Франсуа Сеген), лучшие костюмы (Луиза Жобен), лучший монтаж (Изабель Дедьё), лучший звук, лучший монтаж звука, премия «Золотая катушка». Кроме того, лента получила 4 номинации: лучшая женская роль (Катрин Уилкенинг), лучшая женская роль второго плана (Жоанн-Мари Трамбле и Полин Мартен), лучшая мужская роль второго плана (Жиль Пеллетье).
- 1990 — попадание в список лучших иностранных фильмов года по версии Национального совета кинокритиков США.
- 1991 — номинация на премию BAFTA за лучший фильм не на английском языке.